# Gorenji Globodol
Gorenji Globodol je naselje v Občini Mirna Peč. 

## Lega
Gorenji Globodol leži v globodolski kotlini kjer je bilo pred več milijoni let jezero. Obdajajo ga griči porasli z mešanim gozdom in vinogradi. Izmed vasi Srednjega, Dolenjega in Gorenjega Globodola je slednja največja. 
Naselje ima obliko tipične panonske obcestne vasi, kjer so hiše postavljene z ožjo stranico proti cesti, za njo pa sledijo hlevi, gospodarska poslopja in njive. Pred zadnjo komasacijo v 2. polovici 20. stoletja, je bila taka delitev zemljišča na ozke in dolge parcele posebno v Gorenjem Globodolu zelo izrazita.

## Znamenitosti
Največja in najopaznejša znamenitost je panonski slog gradnje vasi. Znana je tudi stara šola.
V Pustovi hiši je vzidan star rimski nagrobnik, ki verjetno izvira iz tamkajšnjega grobišča. Spomenik, ki kaže na delo veščega domačega kamnoseka, je eden od redkih kamnitih spomenikov provincialno rimskega podeželja. Na njem je nekoliko rustikalno izdelan portret moškega, pod njim pa rimski napis. Kamen je sicer vzidan na nerodnem mestu, saj ga delno zakrivajo stopnice, ki vodijo na gank. Obraz je že močno poškodovan, napis pa zaradi debelih plasti apnenega beleža komaj še berljiv.